# Abel Pineau
Abel Armand Maurice Pineau est un peintre, vitrailliste, fresquiste et graveur français, né à Angers (Maine-et-Loire) le 26 juillet 1895, et mort à Saint-Martin-de-Sanzay (Deux-Sèvres) le 11 mars 1973.

## Biographie
Abel Pineau naît au no 22 rue Parcheminerie à Angers. Son père, Abel Emmanuel Pineau, est peintre en bâtiments, et sa mère née Augustine Jeanne Loiseau, est lingère. Pineau est élève d'Abel Ruel, professeur de dessin du lycée d'Angers, avant de suivre les cours de Jean-Paul Laurens à l'École nationale supérieure des beaux-arts à Paris.
Mobilisé dans l'infanterie en décembre 1914, il est blessé au combat le 15 mai 1918. « Cette expérience de la guerre le marque durablement et donnera à son œuvre une gravité méditative ».
Abel Pineau épouse Marguerite-Marie Clergeault (1898-1985) le 2 mai 1939 à la mairie du quinzième arrondissement de Paris. Il vit au château du Bois de Sanzay, à Saint-Martin-de-Sanzay, dont son épouse a reçu la propriété en héritage. Il est de nouveau mobilisé pour la Seconde Guerre mondiale d'août 1939 à août 1940.
Abel Pineau meurt au château du Bois de Sanzay le 11 mars 1973. Les communes d'Andard et de La Chapelle-Rousselin, dont les églises conservent ses fresques, lui rendent hommage par une artère portant le nom d'Abel-Pineau.

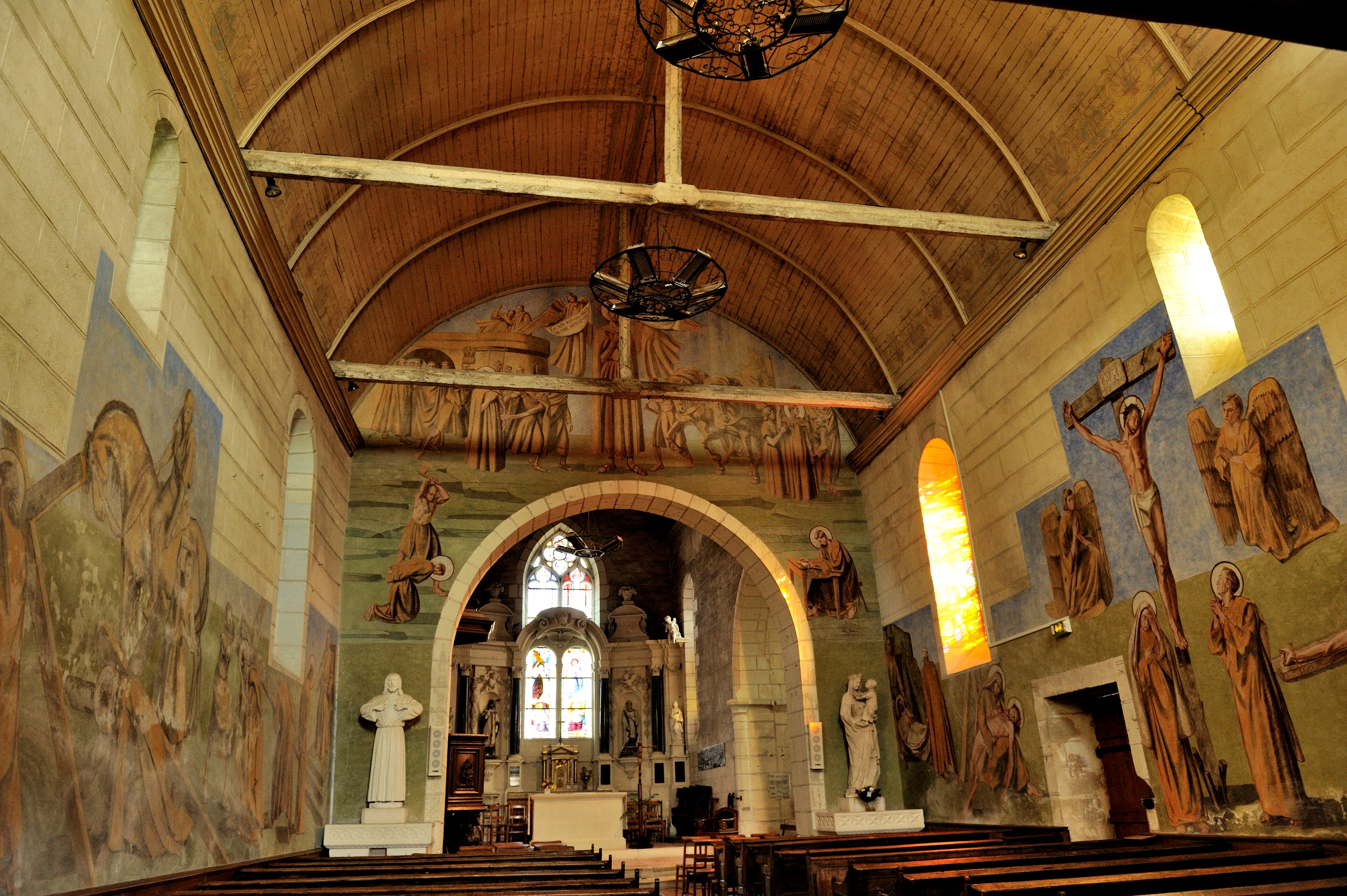
Abel Pineau, Chemin de croix, nef de l'église Saint-Symphorien d'Andard.

## Œuvres

### Publications
- Les fresques d'Andard, Angers, Imprimerie Siraudeau, 1947.
- « Sur l'art contemporain », Cahiers angevins, no 18, Éditions de l'Ouest, février-mars 1948.

### Ouvrages illustrés
- Jean-Baptiste Pineau, Quand vient le soir… (souvenirs du pays angevin), bois gravés originaux d'Abel Pineau, Imprimerie de l'Anjou, 1938.
- Abbé Louis Tricoire, Un sanctuaire marial sous la terreur angevine - Notre-Dame de la Charité en Saint-Laurent-de-la-Plaine, introduction de Monseigneur Francis Vincent, bois gravés originaux d'Abel Pineau, Angers, Éditions H. Siraudeau et Cie, 1956.

### Œuvres dans les collections publiques
- Andard, église Saint-Symphorien : Chemin de croix, 1943, fresques[4].
- Angers :
  - Centre hospitalier universitaire d'Angers : fresque.
  - collégiale Saint-Laud : vitrail.
  - lycée Joachim-du-Bellay : fresque.
  - musée des beaux-arts :
    - Nu couché, huile sur toile ;
    - Portrait de Jeannie Ruel, huile sur toile ;
    - Maternité, huile sur toile ;
    - Paysage de Provence, environs d'Hyères, huile sur toile ;
    - Le Colombier de Port-Royal-des-Champs, gravure sur bois ;
    - Biche dans un sous-bois, gravure sur bois.
- Argenton-les-Vallées, église : ensemble complet de fresques (Chemin de Croix) et vitraux.
- Bégrolles-en-Mauges, abbaye Notre-Dame de Bellefontaine : vitrail.
- Chalonnes-sur-Loire, château du Petit-Montaigu : fresque.
- La Chapelle-Rousselin, chapelle du Barreau : Scènes de la vie de la Vierge : quatre fresques, 1958[5].
- Fonds national d'art contemporain, Puteaux, Pâtre musicien, huile sur toile 90x65cm[6].
- Saint-Laurent-de-la-Plaine, chapelle Notre-Dame de la Charité :
  - La Foi de la Vendée, 1958, vitrail. On y voit la palme des martyrs, l'image du Sacré-Cœur et les grains blancs du Rosaire[7] ;
  - La Défense de la Foi, 1958, vitrail, représentant notamment un vieux chêne têtard (où se cachaient les Vendéens) et une chouette (son cri était un signe de ralliement)[7].
  - La Vierge Marie emportant au ciel les âmes des trois femmes (les trois Marie de Saint-Laurent) fusillées au Champ des martyrs d'Avrillé le 1er février 1794, 1958, fresque[7];
  - L'Abbé Joseph Moreau, vicaire de Saint-Laurent-de-la-Plaine, s'apprêtant à monter sur l'échafaud, place du Ralliement à Angers le (Vendredi saint) 18 avril 1794, 1958, fresque[7].
- Saint-Martin-de-Sanzay, église Saint-Martin : Chemin de croix, fresques, 1947[8].
- Saint-Sylvain-d'Anjou, église : vitrail.

## Œuvres référencées
- Portrait de Maurice Fourré, huile sur toile[9]).

## Expositions
- Salon des artistes français (médaille de bronze en 1927)[10].
- Abel Pineau, galerie Lasneret, no 34 rue Saint-Julien, Angers, janvier 1928, janvier 1929 et janvier 1933.
- Hommage à Abel Pineau, ville d'Angers, 2000.
- Peindre en Saumurois, 1940-1990 - Jean Commère, Henri Cordier, Jacques Despierre, Élie Grekoff, René Léraud, Pierre Penon, Abel Pineau, Charles Tranchand, Georges Tranchand, mairie de Saumur, août 2011[11].

## Réception critique
- « De chaque œuvre d'Abel Pineau se dégage beaucoup de fraîcheur même s'il s'agit de simples natures mortes: la gaieté de la coloration fait mentir ceux qui pourraient affirmer que le jeune peintre Abel Pineau peignait gris. » - André Bruel, à propos de l'exposition à la galerie Lasneret, 1928[12]
- « Abel Pineau est l'auteur de Paysage de Provence, environs d'Hyères, 1936 (Musée des beaux-arts d'Angers). Cette œuvre nous rappelle une peinture de Cézanne intitulée Le grand pin, 1895[13]. Ce paysage est perturbé par le vent du mistral qui pénètre dans le sous-bois. La verdure bouge et le jeu des ombres est toujours présent grâce aux quelques rayons de soleil qui percent à travers les arbres. Il voit la peinture en artiste, mais aussi en apôtre du beau. Il se sert de son don pour offrir à ceux qui regardent ses toiles plus d'idéal et plus de beauté. Et un simple sous-bois exprime parfaitement ses sentiments. Il veut décrire une nature dépouillée et dénuée de toute perturbation humaine. Seul le vent pénétrant dans les feuillages bouleverse la tranquillité de ce petit coin de nature. » - Christelle Couvreux[12]
- « Au dessus de la nudité liturgique de la table sacramentelle dans la chapelle votive, les vitraux d'Abel Pineau scintillent de toutes les couleurs du monde créé et du rêve de l'incréé. » - Maurice Fourré[14]
- « Abel Pineau avait débuté sous les auspices de l'impressionnisme finissant, du fauvisme et de Rouault (dont on perçoit l'influence dans les fresques de Notre-Dame de la Charité, celles de l'église d'Andard étant plus marquées par l'art du Trecento) […] Sa palette est volontiers dominée par les tons sourds ; une vibration particulière estompe les contours et unifie les éléments du tableau en une luminosité qui semble émaner de la matière même. » - Jacques Simonelli[2]

## Récompenses
- Médaille militaire et croix de guerre 1914-1918.
- Médaille de bronze au Salon des artistes français de 1927[15].
- Médaille de l'Exposition universelle de 1937.
- Prix Fragonard 1943.
- Prix de la Société nationale des beaux-arts, 1943.
- Chevalier de la Légion d'honneur, 1958[16].